# Phyllostegia renovans
Phyllostegia renovans là một loài thực vật có hoa trong họ Hoa môi. Loài này được W.L.Wagner miêu tả khoa học đầu tiên năm 1999.

## Hình ảnh

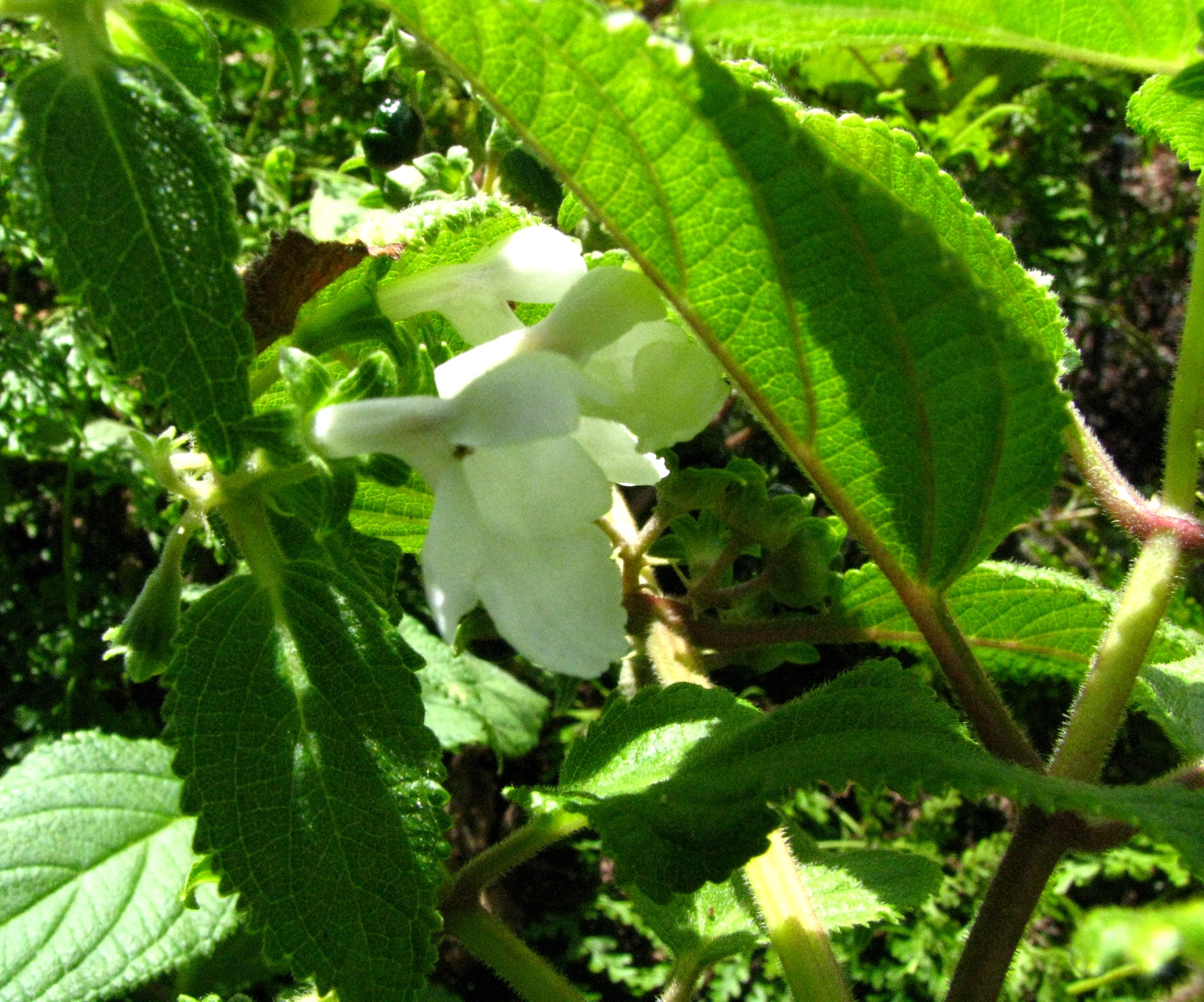
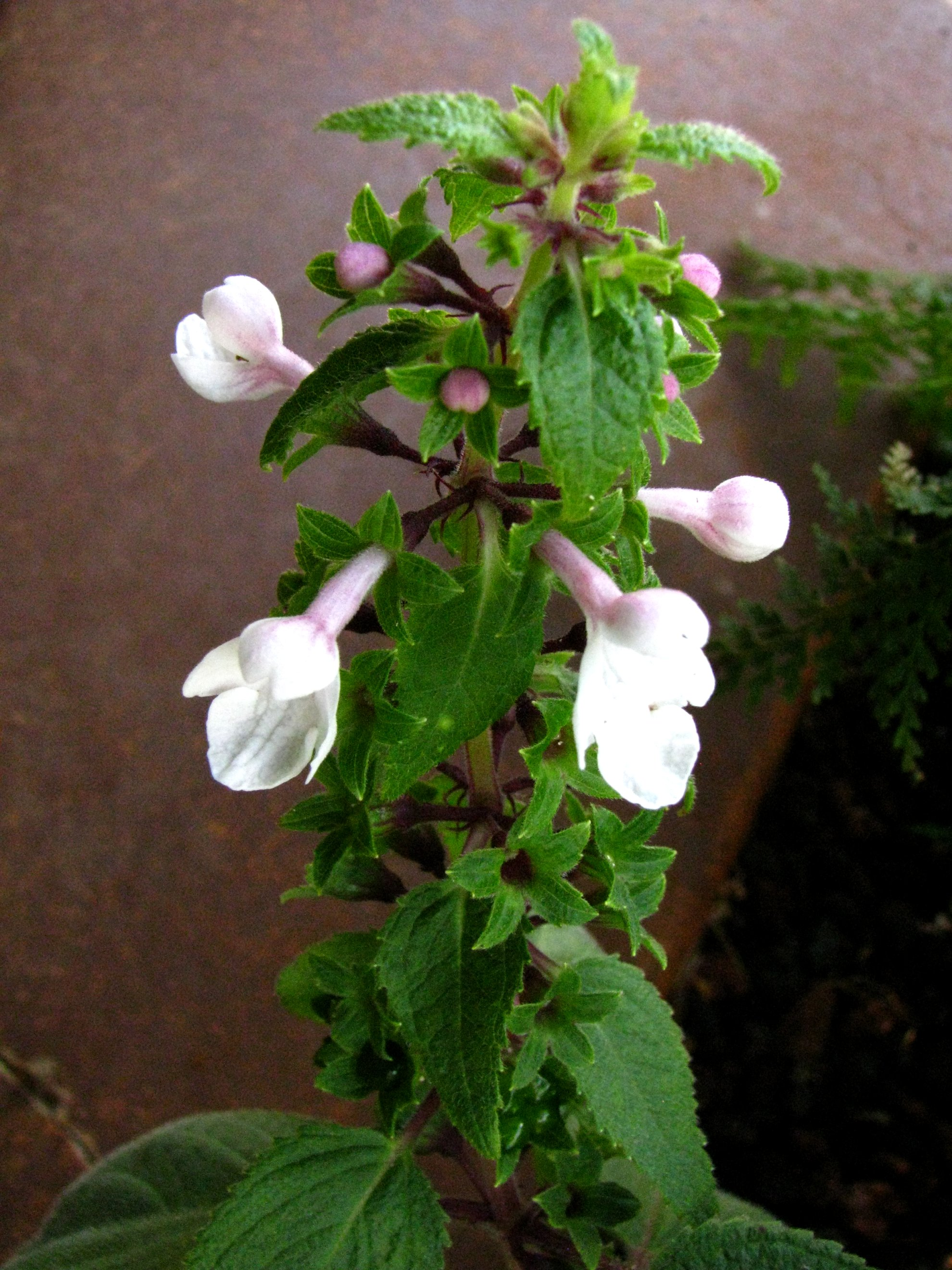